# Elekmonar
Elekmonar (en rus Элекмонар) és un poble de la República de l'Altai, a Rússia. El 2016 tenia 1.895 habitants. Elekmonar es troba al nord-est de les Muntanyes de l'Altai, a la confluència del riu Elekmonar i el riu Katun, a 6 km al nord de Txemal, la seu administrativa de la província.